# Nagykanizsa Demons 2005
Questa voce raccoglie le informazioni riguardanti i Nagykanizsa Demons nelle competizioni ufficiali e amichevoli della stagione 2005.

## Roster
| Roster dei Nagykanizsa Demons (2005) |
| --- |
| Quarterback - 4 Attila Bodnár - 12 Márk Katona Running Back - 27 Zoltán Horváth - 38 Árpád Őri - 22 János Peti Wide Receiver - 13 István Cseh-Németh - 85 László Dávidovics - 80 Zoltán Foray - 19 Milán Németh Tight End - 42 Dávid Kiss - 88 Attila Vidovics - 47 Ferenc Vidovics Offensive Linemen - 66 Gábor Gál OT - 73 Zoltán Hervai C - 60 Ferenc Hokkmann G - 79 Péter Mózer G Defensive Linemen - 63 Ferenc Mozsolics DE/LB - 47 Lajos Pataki DE/LB - 99 Tamás Pintér DE - 75 Levente Szabó DT - 78 Tamás Tálos DT - 69 József Tomasics DT - 76 Gábor Varga DT/DE Linebacker - 48 Krisztián Böröndi LB/SS - 55 Tamás Dezső - 1 Ferenc Györek - 54 Rudolf Kiss - 50 Endre Takács Defensive Back - 46 Tibor Bábel CB - 25 József Igri CB - 23 Krisztián Takács CB - 29 Norbert Varga FS Special Team |

## Amichevoli
| Teskánd 27 agosto 2005, ore 14:00 | Zala Predators | 0 – 42 (0-14 0-13 0-2 0-13) | Nagykanizsa Demons | Sportpálya (350 spett.) |

| Budapest 13 novembre 2005, ore 12:30 | Budapest Wolves 2 | 24 – 31 (8-0 8-6 0-16 8-9) | Nagykanizsa Demons | Wolves Stadion |

## Magyar American Football League 2005

### Stagione regolare
| Nagykanizsa 2 ottobre 2005, ore 13:00 1ª giornata | Nagykanizsa Demons | 0 – 79 (0-23 0-21 0-21 0-14) | Budapest Wolves 2 | Mindenki Sportpálya (1300 spett.) |

| Nagykanizsa 8 ottobre 2005, ore 13:00 2ª giornata | Nagykanizsa Demons | 14 – 63 (7-28 0-21 7-7 0-7) | Győr Sharks | Mindenki Sportpálya (400 spett.) |

| Debrecen 15 ottobre 2005, ore 13:00 3ª giornata | Debrecen Gladiators | 55 – 20 (20-0 13-7 15-7 7-6) | Nagykanizsa Demons | Nagyerdei Stadion (600 spett.) |

### Playoff
| Budapest 6 novembre 2005, ore 12:00 Semifinale | Budapest Wolves 2 | 72 – 2 (16-0 28-0 7-2 21-0) | Nagykanizsa Demons | Wolves Stadion (400 spett.) |

## Statistiche di squadra
| Competizione      | %Vittorie | In casa | In casa | In casa | In casa | In casa | In casa | In trasferta | In trasferta | In trasferta | In trasferta | In trasferta | In trasferta | Totale | Totale | Totale | Totale | Totale | Totale |
| Competizione      | %Vittorie | G       | V       | N       | P       | Pf      | Ps      | G            | V            | N            | P            | Pf           | Ps           | G      | V      | N      | P      | Pf     | Ps     |
| ----------------- | --------- | ------- | ------- | ------- | ------- | ------- | ------- | ------------ | ------------ | ------------ | ------------ | ------------ | ------------ | ------ | ------ | ------ | ------ | ------ | ------ |
| Stagione regolare | .000      | 2       | 0       | 0       | 2       | 14      | 142     | 1            | 0            | 0            | 1            | 20           | 55           | 3      | 0      | 0      | 3      | 34     | 197    |
| Playoff           | .000      | 0       | 0       | 0       | 0       | 0       | 0       | 1            | 0            | 0            | 1            | 2            | 72           | 1      | 0      | 0      | 1      | 2      | 72     |
| Amichevoli        | 1.000     | 0       | 0       | 0       | 0       | 0       | 0       | 2            | 2            | 0            | 0            | 73           | 24           | 2      | 2      | 0      | 0      | 73     | 24     |
| Totale            | .200      | 2       | 0       | 0       | 2       | 14      | 142     | 4            | 2            | 0            | 2            | 95           | 151          | 6      | 2      | 0      | 4      | 109    | 293    |